# Knight Rákkutató Intézet
A Knight Rákkutató Intézet (korábban OHSU Rákkutató Intézet) az Oregoni Egészségtudományi Egyetem részeként működő kutatóintézet az Amerikai Egyesült Államok Oregon államában. A Nemzeti Rákkutató Intézet részeként működő szervezet igazgatója Brian Druker.
Névadói a Nike társalapítója, Phil Knight és felesége, akik hatszázmillió dollárt (2008-ban százmilliót, majd 2013-ban újabb ötszázmilliót) adományoztak az intézetnek. Az ötszázmilliós adomány feltételéül szabták, hogy az egyetem azt ugyanennyivel egészítse ki. Ennek hatására Gert Boyle, a Columbia Sportswear igazgatója további százmilliót adományozott.

## Története
Az intézmény 1997-ben lett a Nemzeti Rákkutató Intézet része, 2017-ben pedig elnyerte az intézeten belüli legmagasabb rangot. Brian Drukert 2007-ben nevezték ki.

## Kutatási területek
A több mint kétszáz munkatársat alkalmazó intézetben biológia, rákmegelőzés, valamint kvantitatív és transzlációs onkológia területén zajlanak kutatások. A biológiai kutatások a tumorgenezis, jelátvitel és a tumoros mikrokörnyezet területére fókuszálnak; vezetői Mara Sherman és Melissa Wong. A túlélési esélyek növelésére irányuló megelőző program vezetői Susan Flocke és Kerri Winters-Stone. A kvantitatív onkológia a technológiai fejlődésre, a transzlációs pedig a nagy hatású beavatkozásokra irányul; a program vezetői Lara Davis és Jeffrey Tyner.

## Fordítás
- Ez a szócikk részben vagy egészben  a   Knight Cancer Institute című angol Wikipédia-szócikk ezen változatának fordításán alapul.  Az eredeti cikk szerkesztőit annak laptörténete sorolja fel. Ez a jelzés csupán a megfogalmazás eredetét és a szerzői jogokat jelzi, nem szolgál a cikkben szereplő információk forrásmegjelöléseként.